# Tibor Dombi
Tibor Dombi (Püspökladány, 11 novembre 1973) è un ex calciatore ungherese, di ruolo centrocampista.

## Palmarès

### Club
- Campionato ungherese: 6

Debrecen: 2004-2005, 2005-2006, 2006-2007, 2008-2009, 2009-2010, 2011-2012
- Coppe d'Ungheria: 4

Debrecen: 1998-1999, 2007-2008, 2009-2010, 2011-2012
- Supercoppe d'Ungheria: 5

Debrecen: 2005, 2006, 2007, 2009, 2010
- Coppa di Lega ungherese: 1

Debrecen: 2009-2010